# Danbo

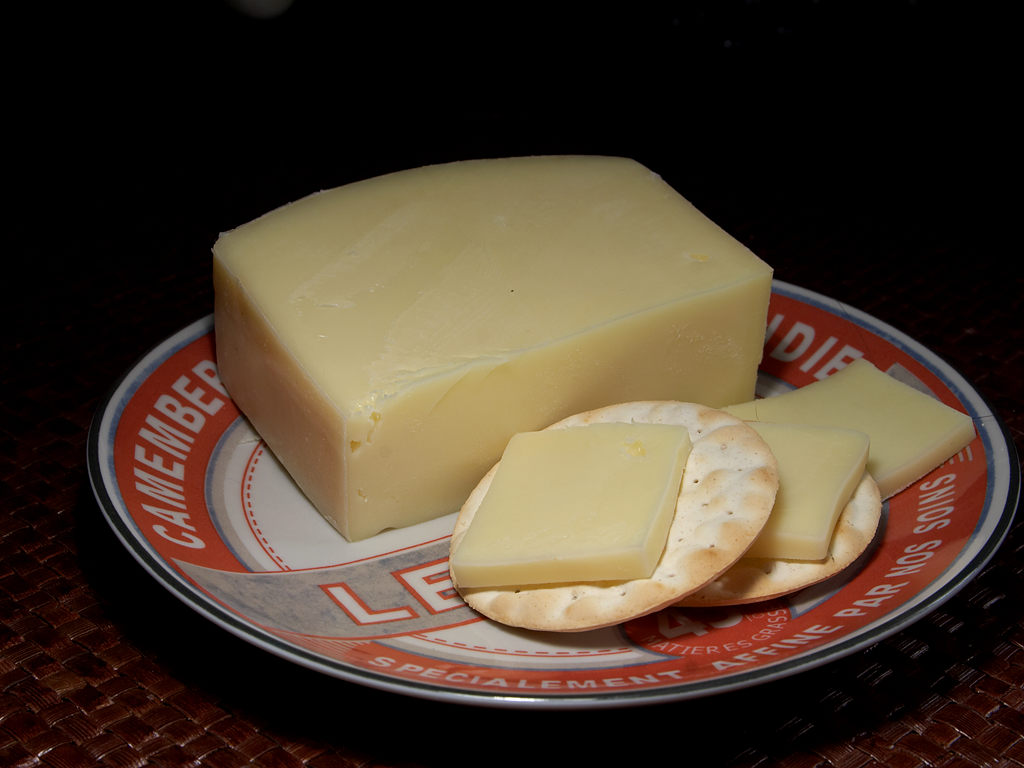
Ser Danbo

Danbo – gatunek półtwardego sera z krowiego mleka, produkowany w Danii. Odznacza się jasnożółtą barwą i zwartą konsystencją. Zawiera ok. 45% tłuszczu; produkowany jest w również w odmianie o zawartości tłuszczu obniżonej o połowę. Ma łagodny, słodkawy smak z orzechową nutą. Dojrzewa od 6 do 12 miesięcy.